# Tephronia praerecta
Tephronia praerecta là một loài bướm đêm trong họ Geometridae.